# Клык (фильм)
«Клык» (греч. Κυνόδοντας) — греческий фильм, вышедший на экраны в 2009 году.

## Сюжет
Пожилая семейная пара с тремя взрослыми детьми (сын и две дочери) живут на окраине города, в большом доме с садом и бассейном. Дом окружает высокий забор, за которым дети никогда не бывали, так как родители намеренно отрезали их от внешнего мира, сообщив им, что ребёнок не может покинуть дом, пока у него не выпадет первый клык. Они росли, не испытывая абсолютно никакого влияния со стороны. Родители с детства внушали своим детям, что самолёты, пролетающие над домом игрушечные, а кошка — это самый страшный и кровожадный зверь на свете. Также они обучали детей ошибочным значениям разных слов (зомби — маленький цветок жёлтого цвета; море — кожаное кресло и т. д.).
Из всех членов семьи за пределы дома выходит только отец семейства. Из людей, не являющихся членами семьи, в дом может попасть лишь молодая девушка Кристина, нанятая для того, чтобы удовлетворять сексуальные потребности сына. Втайне от отца семейства она имеет сексуальный контакт и со старшей дочерью. В обмен на оральный секс она даёт ей на время две видеокассеты с записями фильмов «Рокки», «Челюсти» и «Они зовут меня Брюсом?» (They Call Me Bruce?). Старшая дочь смотрит фильмы тайком от отца и они производят на неё большое впечатление. Через некоторое время отец узнаёт про это. Он бьёт её, а Кристине запрещает посещать дом. Отец решает, что чужих в дом больше пускать нельзя, а сексуальные потребности сына должна удовлетворять одна из дочерей. Сын выбирает старшую из своих сестер, и они вступают в интимную связь. Через некоторое время после этого, ночью, старшая дочь совершает побег. Гантелей она выбивает себе клык, после чего бежит на улицу и прячется в багажник машины отца. Обнаружив в ванной кровь и остатки зуба, отец пытается найти дочь, но безрезультатно. Утром он отправляется на работу, не зная, что она лежит в багажнике его автомобиля.

## В ролях
- Христос Стергиоглу — отец
- Мишель Вэлли — мать
- Ангелики Папулия — старшая дочь
- Мэри Цони — младшая дочь
- Христос Пассалис — сын
- Анна Калайдзиду — Кристина

## Признание
- В 2009 году фильм стал лауреатом второй по значимости, после основного конкурса, программы Каннского кинофестиваля «Особый взгляд»
- В 2010 году, онлайн-изданием Slant Magazine, «Клык» был назван лучшим фильмом года[1].
- В 2011 году «Клык» был номинирован на получение кинопремии «Оскар» в категории «Лучший фильм на иностранном языке».